# Liste der Vizekönige von Brasilien
Die Liste der Vizekönige von Brasilien umfasst insgesamt 15 Amtsinhaber im Zeitraum von 1640 bis 1808. Der Titel Vizekönig von Brasilien wurde jedoch zwischen 1640 und 1718 lediglich an drei portugiesische Würdenträger vergeben, die das Amt des Generalgouverneurs der portugiesischen Kronkolonie Brasilien innehatten. Seit 1720 ersetzte die Amtsbezeichnung Vizekönig auf Dauer diejenige des Generalgouverneurs. Der Amtssitz des Vizekönigs befand sich bis 1763 in Salvador da Bahia und wurde dann nach Rio de Janeiro verlegt.

Mit der Ankunft des portugiesischen Königshofes 1808 in Rio de Janeiro, der vor der Armee Napoleons 1807 aus Lissabon geflohen war, wurde das Amt des Vizekönigs von Brasilien nicht mehr besetzt. An seine Stelle trat der portugiesische Prinzregent João.
| Amtsinhaber                                                               | Beginn der Amtszeit | Ende der Amtszeit |
| ------------------------------------------------------------------------- | ------------------- | ----------------- |
| Jorge de Mascarenhas, Marquês de Montalvão                                | 26. Mai 1640        | 16. April 1641    |
| Vasco de Mascarenhas, Conde de Óbidos                                     | 21. Juli 1663       | 13. Juni 1667     |
| Pedro Antônio de Noronha, Marquês de Angeja                               | 14. Oktober 1714    | 11. Juni 1718     |
| Vasco Fernandes César de Meneses, Conde de Sabugosa                       | 23. November 1720   | 11. Mai 1735      |
| André de Melo e Castro, Conde das Galveias                                | 11. Mai 1735        | 17. Dezember 1749 |
| Luís Pedro Peregrino de Carvalho e Ataíde, Conde de Atouguia              | 17. Dezember 1749   | 17. August 1754   |
| Marcos José de Noronha e Brito, Conde dos Arcos                           | 23. Dezember 1755   | 9. Januar 1760    |
| Antônio de Almeida Soares Portugal, Marquês do Lavradio                   | 9. Januar 1760      | 4. Juli 1760      |
| Antônio Álvares da Cunha, Conde da Cunha                                  | 27. Juni 1763       | 31. August 1767   |
| Antônio Rolim de Moura Tavares, Conde de Azambuja                         | 17. November 1767   | 4. November 1769  |
| Luís de Almeida Silva Mascarenhas, Marquês do Lavradio e Conde de Avintes | 4. November 1769    | 30. April 1778    |
| Luís de Vasconcelos e Sousa, Conde de Figueiró                            | 30. April 1778      | 9. Mai 1790       |
| José Luís de Castro, Conde de Resende                                     | 9. Mai 1790         | 14. Oktober 1801  |
| Fernando José de Portugal e Castro, Marquês de Aguiar                     | 14. Oktober 1801    | 14. Oktober 1806  |
| Marcos de Noronha e Brito, Conde dos Arcos                                | 14. Oktober 1806    | 22. Januar 1808   |